# 黎光榮
黎光榮（1923年—1956年7月13日），綽號切老三（Ba Cụt），和好教徒，和好教派武裝指揮官，該教派在1940年代至1950年代初曾控制越南南部的部份地區。
自1943年起，他率領和好教武裝同越南國軍、越盟以及高臺教武裝展開戰鬥。他被認爲是一個行爲古怪的殘暴領袖。他的綽號來源於他切斷了自己左手的食指。他在日內瓦協定簽署後發誓若不擊敗共產主義的越盟就不剪頭髮。
1955年，越南國首相吳廷琰下令清剿和好教武裝。楊文明擊敗和好教武裝，黎光榮及其殘餘勢力逃入叢林。經過一年戰鬥後黎光榮被抓獲，經過審判後，在芹苴公開斬首。其遺體被切成數塊並分別埋葬。

## 早年經歷
1923年黎光榮出生於越南最南部湄公河三角洲的城市龍川。他在很小的時候就成了孤兒，被當地的一個農民家庭所收養。黎一生都是文盲，從小被認爲是一個喜怒無常、脾氣暴躁的人。收養家庭的稻田遭到了阮玉書的父親，一個有名的地主沒收，這段痛苦的經歷使得黎光榮對地主產生了永久性的狂熱仇恨。阮玉書在50年代躋身於主要政治家行列，並在黎光榮最終被逮捕和處決中發揮了關鍵作用。由於黎光榮對於宗教變得更加狂熱，與宗教人士相處的時間變得越來越長，從而疏忽了農田的工作。黎光榮的父親因此訓斥他，而作爲反抗，黎光榮切除了自己的食指。外國記者錯誤地報導說他切斷手指是爲了發誓打敗法國人。

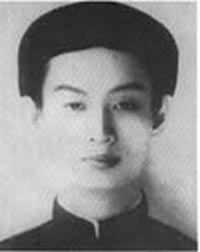
黃富楚

黎光榮青年時代的越南局勢動盪，特別是在湄公河三角洲地區。1939年，黃富楚創立了和好教，並在一年內擁有了超過10萬名追隨者。他的成功有兩個原因：他關於第二次世界大戰爆發和日本征服東南亞的預言，後來被證明是正確的；以及他作爲神秘治療師的工作——他的病人聲稱在找到他之後，各種西醫無法治療的重病奇跡般地被治癒了。黃富楚邪教般的吸引力極大地震撼了法國殖民當局。在第二次世界大戰期間，日本入侵並從法國手中奪取了越南的控制權。1945年戰爭結束時日本的失敗和撤退在越南留下了權力真空。
戰爭期間和好教派組建了自己的武裝和行政部門，並在他們的湄公河三角洲的據點建立了自己的小王國。他們與另一個新興宗教高臺教發生了衝突，後者也擁有一支私人軍隊，並控制了越南南部西寧周圍的地區。與此同時，平川派犯罪集團通過幫派民兵控制了西貢的大部分地區。上述三股越南南部的勢力，與試圖重新在越南建立殖民統治的法國人和追求越南獨立的由共產主義者主導的越盟競爭，尋求對越南南部的控制。
當時，許多爭奪權利的團體，包括他們各自內部的派別，經常組成易破裂的權益聯盟。歷史學家戴維·埃利奧特寫道：“法國衰落的最重要的終極原因是他們設計的政治聯盟內在的不穩定性……法國與和好教派關係的歷史就是一個生動的例子，說明了具有長期利益衝突的力量之間的短期政治交易的隱患。”
和好教派最初在1945年與越盟發生了大規模的衝突，但到了1946年中期，雙方同意停止相互爭鬥，轉而與法國人作戰。然而，在1946年6月，黃富楚與他的軍事領導人不和，並成立了越南民主社會黨。由於黃富楚的個人魅力，越盟將他視爲威脅並暗殺了他，這使得和好教派羣龍無首，軍事領袖們分道揚鑣。教派的分裂導致各派系之間相互衝突和暴力事件增加。

## 軍事生涯
黎光榮在1943年或1944年和好教派民兵成立時加入了它，並在一年內成爲了指揮官。他的敵人對他感到畏懼，並形容他是“精瘦的拉斯普京”，聲稱自己是永生的。根據歷史學家和作家伯納德·福爾的說法，“在瘋狂的黎光榮統治下的倒霉農民過得（比其他軍事領導人手下）更糟糕，因爲他經常表現出令人難以置信的殘忍，而且公共責任感。”美國記者约瑟夫·艾尔索普將他形容爲一個“戰爭醉漢”（war-drunk）。黎光榮因爲發明一種用鋼釘刺穿受害者的耳朵的酷刑裝置而聞名，他使用這種裝置來勒索村民和有錢的地主來資助他的隊伍。據說他爲自己隊伍中的部下和村莊裏的女孩安排了臨時婚姻。通過向商人和地主收取巨款以保護當地不受海盜侵擾，他爲和好教派和自己籌集了大量資金。海盜們被砍下的頭被釘在木樁上示衆。
1947年，隨着黃富楚之死，教派的各軍事領導人對法國人和胡志明的越盟採取了不同的態度後，黎光榮領導了自己的派系。當時，由於第二次世界大戰後近於毀滅的財政狀態，法國在試圖重新建立對殖民地的控制上遇到了很大的困難。黎光榮的手下當時只有五個營，約1000人，不到和好教武裝總兵力的5%，而陳文帥領導了15000人。法國人試圖通過對和好教分而治之的策略來維持他們的控制。他們哄騙陳文帥加入他們的行列，並承認他是和好教的首領。1948年，黎光榮加入法國和陳文帥的隊伍，但不久后再次脫離，遷往同塔省，並繼續開展反對法國的軍事活動。
1950年，黎光榮捲入了與另一位和好教領導人阮覺悟的戰鬥。2月，他被擊敗並被趕出𢄂买，刺激陳文帥攻打阮覺悟。黎光榮隨後轉移到了禿衂，並在那裏攻擊平民和法國軍隊。法國人認為這些分歧是分化和好教並爭取反對越盟的盟友的機會，向黎光榮提供物質援助，他接受了。黎光榮曾多次與法國殖民軍簽訂條約，以對抗越盟，以換取武器和金錢，但他打破了自己在交易中的部分，並且有時與高臺教而不是共產黨人作戰。他與法國人做了五次這樣的交易，但他每次都放棄了他在交易中的軍事責任。據說，黎光榮有時是在陳文帥的鼓動下打破協議，後者雖然仍與法國人結盟，但據信他給黎光榮提供了武器來對抗法國人。儘管黎光榮不忠誠和不可靠，法國人卻繼續爲他提供補給，因爲他們缺乏足以巡查整個越南的人員，但是有多餘的裝備。一些歷史學家聲稱，黎光榮並沒有認真地進行反法活動，因爲他仍然能夠順利通過法國人的檢查站。還有報導稱，在他名義上反對法國人的期間，他的身邊卻一直有法國情報人員陪同。其他和好教的指揮官們通常也與黎光榮將軍一樣。由於黃富楚遭到暗殺身亡，他們堅決地反對越盟，時而與法國人並肩作戰並從他們那裏獲得補給，時而態度冷漠並拒絕戰鬥。
黎光榮最值得注意的一次對越盟的停戰發生在1953年中。當時，他的部隊正在幫助保衛湄公河三角洲地區的城鎮美湫，但法國人決定將更多的軍事力量投入到他們更主流的盟友越南國軍身上。由於法國人試圖破壞黎光榮的地位，他們之間的緊張關係加劇了。6月25日，和好教派領導人命令他的部下撤離他們由法國人提供的基地。他們帶上了武器，並將營地夷爲了平地。黎光榮隨後將自己的軍隊撤出了位於塔梅平原的一系列軍事哨所，並撤退至越南最南部地區的朱篤。結果，法國及其盟友在湄公河三角洲地區的存在受到了嚴重的削弱，越盟在該地區取得了巨大的進展。最終，1954年5月法軍在奠邊府的失敗標誌了法屬印度支那的終結。

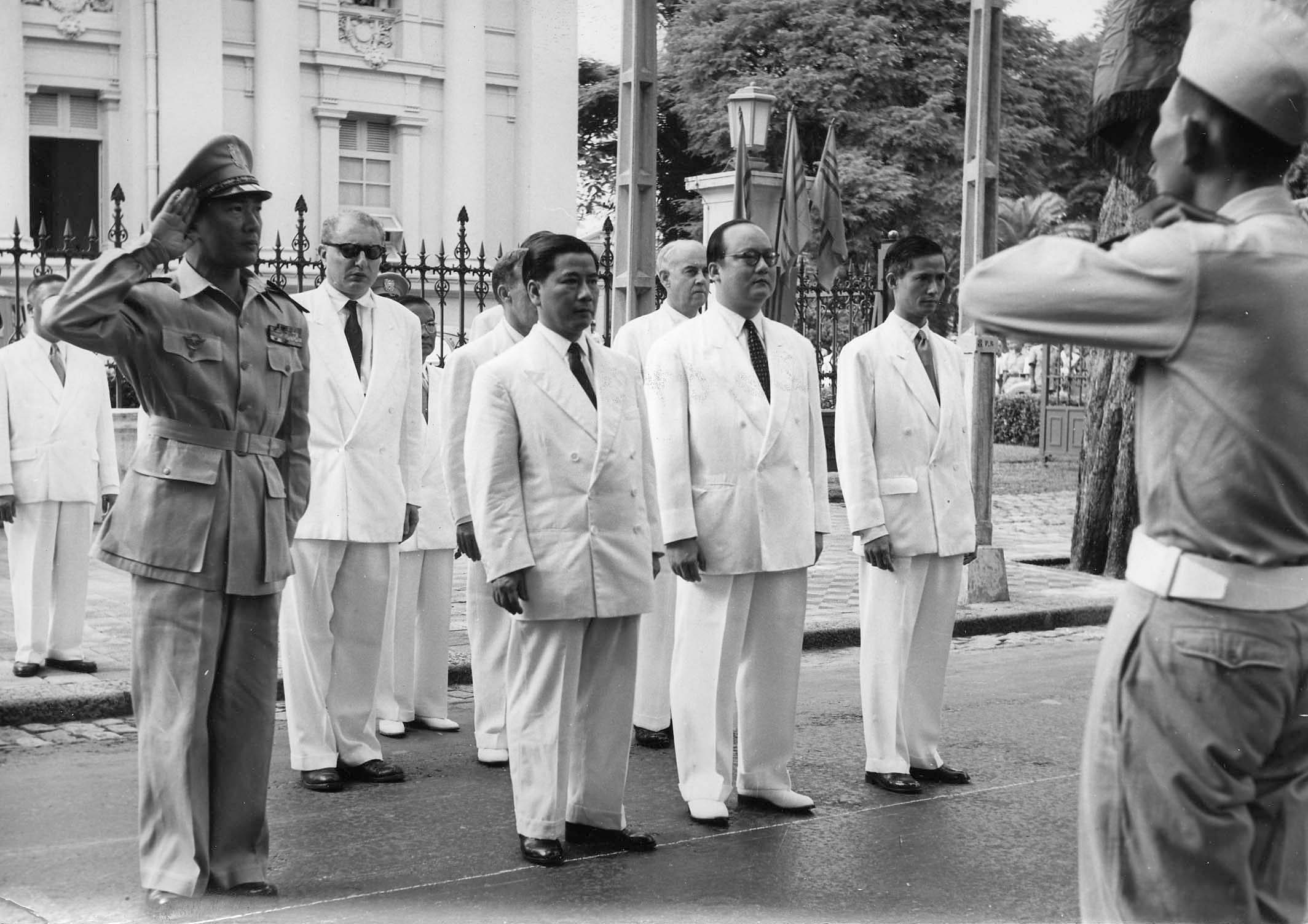
阮文馨（前排左一）與吳廷琰（左二），攝於1954年

1954年7月結束的日內瓦會議宣告第一次印度支那戰爭的結束，越南被一分爲二，北部歸胡志明的越盟，南部歸越南國。統一國家的全國選舉定於1956年舉行，之後法國人將從印度支那撤軍。越南的分治激怒了黎光榮，他發誓在國家統一之前都不會剪頭髮。自1947年以來，黎光榮一直在與越盟作戰，他對吳廷琰總理的越南國政府的批評主要源於他認爲吳廷琰在拒絕分治越南方面過於被動，不應該將一半的國土讓給共產黨人。
1954年年中，越南國軍領導人阮文馨將軍宣佈，他不尊重吳廷琰總理的領導，併發誓要推翻他。政變沒有實現，阮文馨也被迫流亡法國，但在這之前，他已經任命黎光榮爲越南國軍的上校，以利用和好教軍閥對吳廷琰總理的公開蔑視來削弱後者。當年8月，黎光榮和他的3000名部下離開了越南國軍和他們在禿衂的基地，前往叢林中，並與那些曾經短暫地作爲他們戰友的人作戰。這使得他們與那些接受政府援助並將部隊整合入越南國軍的大多數的和好教領導人發生不和。越南國軍對黎光榮最初的軍事行動，埃卡耶行動（Operation Ecaille），以失敗告終，可能是由於襲擊他的計劃的細節被國防委員會的和好教成員陳文帥洩露給了他。
在日內瓦協定簽署後和計劃中的統一選舉之間的過渡時期內，越南南方仍然處於混亂之中，越南國軍試圖制服殘餘的自治派別，包括和好教、高臺教和平川派的民兵。1955年初，由於對七山（Thất Sơn）地區的控制權的爭執，黎光榮與程明世的高臺教部隊爆發了戰鬥，他在一次有爭議的事件中受傷。程明世聲稱他曾試圖與黎光榮進行和平談判，但沒有得到任何答覆，因此他決定嘗試俘虜他的對手。他派出一些好戰的部下潛入了黎光榮的軍隊，並試圖俘虜這位和好教的首領。當他們找到黎光榮並包圍他時，他拒絕投降，而是試圖開槍突圍。黎光榮被一顆穿透他胸膛的子彈打成了重傷。他瀕於死亡，但是隨後被一架法國空軍直升機空運到了殖民醫院。在黎光榮康復之前，戰鬥停止了。另一種說法稱，這兩位軍事領導人之間關係良好，並互遣了外交使團，但這場小規模衝突是由黎光榮的一名助手以粗暴粗魯的方式向特使講話引起的，而且黎光榮的傷勢不重。還有一種說法認爲，程明世的特使的反應是有預謀的，他們聲稱開火是對於粗魯行爲的回擊只是對暗殺企圖的掩護。根據這一說法，程明世的部隊被整合到了吳廷琰的越南國軍中，被下令以黎光榮爲目標。據稱，這是在中央情報局特工愛德華·蘭斯代爾的命令下完成的，他當時正試圖幫助吳廷琰掌權。據說蘭斯代爾在此前曾賄賂黎光榮，試圖停止其活動的，但是遭到了失敗。
此時，隨著法國準備從印度支那撤軍，法軍高級軍官開始破壞吳廷琰的領導地位以及他穩定越南南方的努力。越南國軍後來指責法國人向黎光榮空投武器，吳廷琰政府表達了抗議。吳廷琰向一名法國將軍抱怨說，黎光榮的手下使用的法國裝備比越南國軍的裝備質量更佳。和好教則指責吳廷琰在與各種團體的談判中背信棄義。他們指控吳廷琰將程明世的部隊整合進了越南國軍中，以換取他們被允許在越南國軍的幫助下攻擊黎光榮，而這一交易得到了保密。他們警告說，其他已經停止了戰鬥的和好教領導人將加入黎光榮，並向支持吳廷琰的美國人發出了呼籲。作爲回應，黎光榮在隆美伏擊了一支越南國軍部隊，造成三名軍官死亡，約三十人受傷。

## 與吳廷琰的最後一戰
1955年，吳廷琰試圖將剩餘的和好教軍隊併入越南國軍。黎光榮是4月23日拒絕政府提議的四名和好教軍事領導人之一，並繼續保持自治。高臺教、和好教和平川派一度結成聯盟，稱爲統一戰線，企圖迫使吳廷琰交出權力。黎光榮被任命爲了高級軍事指揮官。然而，這一聯盟並沒有多大意義，因為各單位仍然相互自治，而統一戰線與其說是促進協調行動的手段，不如說是一種展示，絲毫沒有加大對吳廷琰的軍事威脅。領導人彼此持懷疑態度，經常派下屬參加會議。最初，美國和法國在越南的代表希望吳廷琰擔任一個象徵性的角色，並允許教派領袖——包括黎光榮——擔任政府職務。然而，吳廷琰拒絕分享權力，並於3月12日在禿衂對黎光榮發動了猛攻，猛烈地炮擊該地區。對於這場戰鬥缺乏定論，雙方都指責對方造成了不穩定和擾亂了局勢。隨後吳廷琰於4月下旬襲擊了平川派位於西貢的總部，迅速地粉碎了他們。

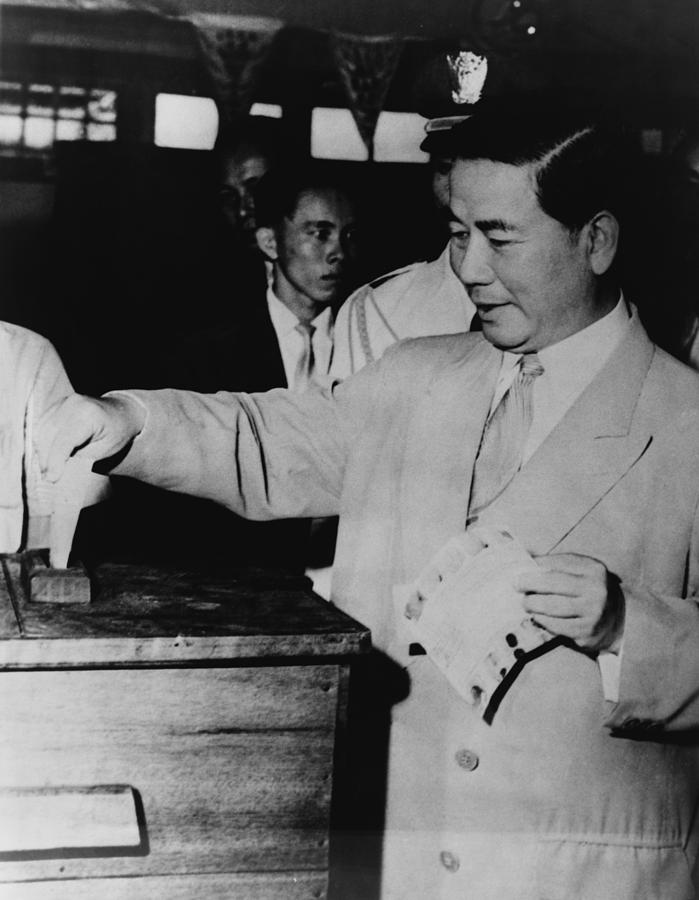
參與1955年投票的吳廷琰

在戰鬥中，和好教徒試圖通過攻擊湄公河三角洲中心地帶的城鎮和政府軍來幫助平川派。黎光榮的手下對最近一些同事遭到逮捕也感到憤怒，他們封鎖了湄公河和巴薩河，並圍困了各個城鎮，包括沙沥、龍川和朱篤，扼殺了區域的經濟。和好教徒關閉了幾條重要的區域道路，並阻止農產品從該國最肥沃的地區流入首都，導致糧食價格由於肉類和蔬菜的稀缺上漲了50%。黎光榮隨後襲擊了沙沥南方的一個越南國軍營。不久之後，他們撤退到巴薩河畔的一座和好教堡壘。在加固了他們的基地后，和好教徒繼續向河對岸的芹苴發射迫擊炮。在此期間，統一戰線公開指責吳廷琰試圖用1億皮亚斯特來賄賂黎光榮，對此，和好教以一系列攻擊前哨基地和爆炸摧毀橋樑的行動作為回應。
隨著平川派的失敗，吳廷琰將注意力轉向了征服和好教。結果，由楊文明將軍領導的政府軍與黎光榮的手下之間的戰鬥於6月5日在芹苴打響。五個營的和好教士兵隨機投降。黎光榮和另外三名領導人在月底前逃往了柬埔寨邊境。在投降政府軍后，阮覺悟譴責陳文帥和黎光榮，指責他們的活動與和好教的教義不符，並指責黎光榮與共產黨人並肩作戰。另外三名領導人最終投降了，但是黎光榮的部下堅守到了最後，聲稱他們效忠於保大帝。作爲回應，吳廷琰用自己的手下替換了保大個人軍團的軍官，並利用皇家部隊，以多於和好教武裝至少五倍的兵力攻打河仙和迪石附近的黎光榮叛軍。黎光榮的部隊知道他們無法在常規戰爭中擊敗政府軍，於是摧毀了自己的基地，使越南國軍無法使用他們遺棄的資源，並撤退到了叢林中。在1955年餘下的時間中，黎光榮的3000名部下在躲避20000名被部署來鎮壓他們的越南國軍部隊，黎光榮被懸賞一百萬皮亚斯特，他在叢林中散佈了一些金錢以分散追捕他的人的注意力，但是沒有效果。共產黨人在幾十年後所寫的歷史中聲稱，黎光榮曾試圖與他們結盟，但談判在幾個月後破裂了。
儘管黎光榮在軍事上處於弱勢，他仍試圖破壞吳廷琰用以廢黜國長保大的舞弊公投。他分發了譴責吳廷琰是美國的傀儡，將把國家“天主教化”的小冊子，並稱公投由美國政府和各種天主教組織資助。吳廷琰得到了美國天主教政治家們、有影響力的枢机主教方濟各·斯貝爾曼和吳廷琰的哥哥順化總主教吳廷俶的支持。黎光榮預見性地指出，公投是“吳廷琰召集所有城鎮的居民並迫使他們展示一個目標——廢黜保大，並宣佈傀儡吳廷琰爲越南的國家元首——的手段”。在投票當天，黎光榮的手下在他們控制的邊境地區阻止投票，並冒着風險走出了叢林，襲擊了芹苴的投票站。儘管有這種破壞，吳廷琰還是在和好教控制的領土上獲得了超過90%的支持率，並且在該地區出現了近乎一致的投票率。這樣的結果在出現在了全國範圍內，吳廷琰成功廢黜了保大。
最終，黎光榮被包圍，並試圖與吳廷琰政府達成和平協定來避免被俘。黎光榮向負責在平民方面上監管反和好教行動的公職官員阮玉書發出了一條資訊，要求進行談判，以便他和他的手下可以融入主流社會和國家武裝力量。阮玉書同意在叢林中與黎光榮單獨見面，儘管他擔心這次會面是和好教的陷阱，但他並沒有遭到伏擊。然而，黎光榮開始要求額外的特權，使得會議陷入了僵局。根據歷史學家胡才惠心的說法，黎光榮對阮玉書家族的終生反感影響了他最後的行爲。1956年4月13日，黎光榮被巡邏隊逮捕，他的殘部在戰鬥中被擊敗。當時法國爲越南的政治評論員將他的被捕視為國內反對吳廷琰總統軍事力量的喪鐘，而美國大使館官員丹尼爾·安德森（Daniel Anderson）則推測，這些教派中“最有能力和最引人注目的領導人”的失敗將導致非共產主義武裝反對派的崩潰。

## 判決與死刑

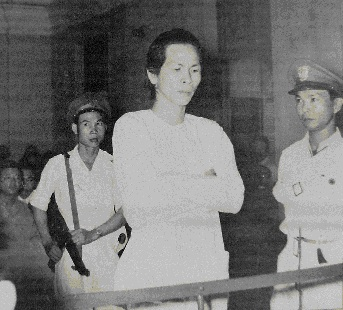
1956年，芹苴軍事法庭上的黎光榮

最初，美國評論家和觀察家們認爲，吳廷琰可能會嘗試和解的方法，將黎光榮納入主流，以增強政府的吸引力，而不是懲罰和好教領導人。他們認為黎光榮擁有高水平的軍事技能和大眾吸引力，可以用來幫助政府，並以他精彩的“羅賓漢”形象來吸引農村人口。美國官員還擔心，死刑之類的嚴罰可能會引發反政府的反作用，並可能被其他反對派團體所利用。然而，吳廷琰認為黎光榮與越南的鬥爭和自我犧牲的價值觀背道而馳，並認為需要採取嚴厲的措施。
吳廷琰政府根據越南共和國軍事法典第146條，以叛國罪對巴楚特進行了審判。吳廷琰指責黎光榮從1945年到1954年四次與中央政府結盟後叛逃，並在1954年中期的巔峰時期，指揮了3500名士兵，裝備了3200支火器。他也被指控與共產黨人合作。政府主張，叛國罪的指控是從1954年7月到黎光榮被俘期間，他和部下對越南國軍人員、軍官和車輛的一系列襲擊而確立的。政府檢察官要求判處他死刑，並提交了湄公河三角洲和越南西南部居民簽署的呼籲對黎光榮的武裝分子在軍事上摧毀的請願書，然而，根據歷史學家杰茜卡·查普曼的說法，這些請願書由政府組織，並在吳廷琰控制的媒體上大肆宣傳，並不代表公眾輿論。
在訴訟期間，黎光榮戲劇性地脫下了他的襯衫，以便讓旁聽民衆看到他在與共產黨人作戰時得到了多少傷疤。他說，這表明了他對越南民族主義的忠誠。他要求別的人展示如此多的傷疤。然而，支持吳廷琰法官並不爲所動。黎光榮被判犯有縱火罪和多起謀殺案，並於6月11日被判處死刑。上訴於6月27日被駁回。7月4日，黎光榮在軍事法庭上也被判有罪，並被判處死刑，“並沒收了他的財產”。吳廷琰拒絕了寬大處理的請求，並命令司法部長下達處決令。同一天，一名和好教律師針對所有判決向西貢最高上訴法院提出上訴，但在幾個小時內就被駁回。
和好教對判決反應強烈，認爲它“可恥且不公正”。越南民主社會黨發表了一份聲明，稱判決和死刑是出於惡意，沒有證據支持。黎光榮的辯護律師表示，這次審判為越南南方剛剛起步的法律制度樹立了一個壞的先例，並質疑了整個過程的完整性。他聲稱，越南國軍在對黎光榮的最後一次行動中對當地平民進行了大規模強姦和掠奪，並指責吳廷琰政權的雙重標準，沒有調查和起訴這些事件。他聲稱越南南方“沒有民主，沒有自由”，“只有無恥和愚蠢”，並表示和好教成員將繼續在政治和軍事上抵抗西貢政府。
此外，吳廷琰的顧問，中央情報局的愛德華·蘭斯代爾上校是抗議這一判決的眾多人之一。蘭斯代爾認為，處決將給吳廷琰帶來污點——他宣佈成立了越南共和國並宣佈自己擔任總統——並激怒黎光榮的追隨者。吳廷琰的弟弟和首席顧問吳廷瑈拒絕緩刑，因爲軍方，特別是楊文明，反對任何寬大處理。然而，一些南方民衆對黎光榮感到同情，他被比作一個狂野西部的角色。
1956年7月13日淩晨5時40分，黎光榮在芹苴的一處公墓被公開斬首，包括吳廷琰政權國會的議員、楊文明、地方官員以及國內外記者在內的數百人目睹了斬首。安德森認爲，使用斷頭臺而非軍事處決常用的槍決，是用來強調黎光榮是因爲犯下的普通罪行而非因爲是政治反對派而被處決。查普曼說，軍事和民事雙重審判表明，吳廷琰認爲任何反對派活動不僅在政治上是不可接受的，而且是與不良品格有關的罪行。
黎光榮的屍體隨後被切成小塊，分開埋葬。一些追隨者在他的一位名叫膽老七（Bảy Đởm）的忠實副手的帶領下，撤退到了靠近柬埔寨邊境的一小塊地區，在那裏他們發誓要爲黎光榮報仇。黎的許多追隨者後來加入了越共並拿起武器反對吳廷琰。
黎光榮死後，人們在芹苴烏門的泰隆爲他修建了一座衣冠冢。

## 家庭
- 妻子陳氏華（Trần Thị Hoa），又名粉（Phấn），在越南第二共和國時期曾擔任兩屆國會議員，後定居比利時[73][74]

## 備註
1. ↑  “Cụt”在越南語中意思爲“切斷”，指黎光榮切斷了自己的手指。“Ba”意爲“三”，指黎光榮是家中的第三個孩子。

### 引用
1. 1 2  Tai 1983，第130頁.
2. 1 2  Tai 1983，第196頁.
3. ↑  Trần Nguơn Phiêu 2005.
4. ↑  Buttinger 1967，第255頁.
5. 1 2  Karnow 1997，第158-159頁.
6. ↑  Fall 1963，第151-152頁.
7. ↑  Karnow 1997，第155-159頁.
8. ↑  Karnow 1997，第147, 158-159頁.
9. ↑  Jacobs 2006，第54, 61頁.
10. 1 2 3  Elliott 2003，第73頁.
11. 1 2 3  Elliott 2003，第74頁.
12. ↑  Buttinger 1967，第654頁.
13. 1 2 3  Blagov 2001，第50頁.
14. 1 2  Fall 1963，第153-157頁.
15. ↑  Hammer 1955，第348頁.
16. 1 2 3 4  Moyar 2006，第65頁.
17. ↑  Lansdale 1991，第152頁.
18. ↑  Blagov 2001，第41頁.
19. ↑  Karnow 1997，第203頁.
20. 1 2 3  Blagov 2001，第49頁.
21. 1 2 3  Tai 1983，第164頁.
22. ↑  Buttinger 1967，第1064頁.
23. ↑  Blagov 2001，第51頁.
24. ↑  Elliott 2003，第79頁.
25. ↑  Elliott 2003，第81頁.
26. ↑  Jacobs 2006，第38-43頁.
27. ↑  Jacobs 2006，第40頁.
28. ↑  Life 1955，第47頁.
29. 1 2  Warner 1964，第105-107頁.
30. ↑  Lansdale 1991，第148頁.
31. ↑  Buttinger 1967，第1104頁.
32. ↑  Blagov 2001，第86頁.
33. 1 2 3 4  Jacobs 2006，第84頁.
34. 1 2 3  Blagov 2001，第87頁.
35. ↑  Lansdale 1991，第199頁.
36. ↑  Jacobs 2006，第70-78頁.
37. ↑  Lansdale 1991，第222頁.
38. 1 2 3 4 5  Lansdale 1991，第313-315頁.
39. ↑  Blagov 2001，第94頁.
40. 1 2  Buttinger 1967，第888-889頁.
41. ↑  Moyar 2006，第49頁.
42. ↑  Jacobs 2006，第70頁.
43. ↑  Lansdale 1991，第246-247頁.
44. ↑  Blagov 2001，第104-105頁.
45. ↑  Lansdale 1991，第252頁.
46. ↑  Blagov 2001，第107-108頁.
47. ↑  Jacobs 2006，第72-77頁.
48. ↑  Blagov 2001，第126頁.
49. ↑  Blagov 2001，第131頁.
50. ↑  Blagov 2001，第141頁.
51. ↑  Chapman 2013，第125頁.
52. ↑  Chapman 2013，第126頁.
53. ↑  Jacobs 2006.
54. ↑  Blagov 2001，第203頁.
55. 1 2  Moyar 2006，第53-54頁.
56. 1 2  Doyle, Lipsman & Weiss 1981，第131頁.
57. 1 2  Blagov 2001，第206頁.
58. ↑  Jacobs 2006，第95頁.
59. ↑  Chapman 2006，第701頁.
60. 1 2  Chapman 2006，第700頁.
61. ↑  Jacobs 2006，第20-35頁.
62. ↑  Buttinger 1967，第890-892頁.
63. ↑  Chapman 2006，第698頁.
64. 1 2  Moyar 2006，第55頁.
65. ↑  Fall 1963，第257頁.
66. ↑  Lansdale 1991，第322頁.
67. 1 2 3  Chapman 2013，第142頁.
68. 1 2 3 4 5 6 7 8 9 10  Chapman 2013，第143頁.
69. 1 2 3 4 5  Chapman 2013，第144頁.
70. ↑  Hammer 1987，第74頁.
71. ↑  Pham 2000，第85頁.
72. ↑  Nông Huyền Sơn. . Báo Công an Nhân dân điện tử. 2016-03-16  [2022-06-12]. （原始内容存档于2022-06-12） （越南语）.
73. ↑  Bùi Văn Nhân 2002.
74. ↑  Thanh Niên Phật Giáo Hòa Hảo. . YouTube. 2019-04-03  [2022-06-12]. （原始内容存档于2022-06-12）.

### 來源
- Blagov, Sergei. . 亨廷頓: Nova Science Publishers, Inc. 2001. ISBN 1-56072-973-2.
- Buttinger, Joseph. . Praeger Publishers. 1967.
- Chapman, Jessica. . Diplomatic History. 2006年, 30 (4): 671–703  [2022-06-12]. doi:10.1111/j.1467-7709.2006.00573.x. （原始内容存档于2022-12-30）.
- Chapman, Jessica. . 伊萨卡: Cornell University Press. 2013. ISBN 978-0-8014-5061-7.
- Doyle, Edward; Lipsman, Samuel; Weiss, Stephen. . 波士顿: Boston Publishing Co. 1981. ISBN 0-939526-01-8.
- Elliott, David W. P. . 阿蒙克: M. E. Sharpe. 2003. ISBN 0-7656-0602-X.
- Fall, Bernard B. . Praeger Publishers. 1963.
- Hammer, Ellen J. . 斯坦福: Stanford University Press. 1955.
- Hammer, Ellen J. . 纽约: E. P. Dutton. 1987. ISBN 0-525-24210-4.
- Jacobs, Seth. . 马里兰州拉納姆: Rowman & Littlefield. 2006. ISBN 0-7425-4447-8.
- Karnow, Stanley. . 纽约: Penguin Books. 1997. ISBN 0-670-84218-4.
- Lansdale, Edward Geary. . Fordham University Press. 1991. ISBN 0-8232-1314-5.
- Moyar, Mark. . 纽约: Cambridge University Press. 2006. ISBN 0-521-86911-0.
- Pham, David Lan. . 北卡罗来纳州杰斐逊: McFarland. 2000. ISBN 0-7864-0646-1.
- Tai, Hue-Tam Ho. . 剑桥 (马萨诸塞州): Harvard University Press. 1983. ISBN 0-674-57555-5.
- Trần Nguơn Phiêu. . 2005  [2022-06-12]. （原始内容存档于2022-06-23）.
- Warner, Denis. . 悉尼: Angus and Robertson. 1964.
- Bùi Văn Nhân. . Việt Báo. 2002-08-05  [2022-06-12]. （原始内容存档于2022-06-12）.
- . 生活. 1955-04-18: 47  [2022-06-13]. （原始内容存档于2022-06-15）.